# Свечников, Сергей Васильевич
Сергей Васильевич Свечников (укр. Сергій Васильович Свєчников; 21 июля 1926, Днепропетровск — 13 апреля 2017, Киев) — советский и украинский ученый в области материаловедения, директор Института физики полупроводников им. В. Е. Лашкарева НАН Украины (1991—2003). Действительный член Национальной академии наук Украины (НАНУ). Лауреат Государственной премии СССР в области науки и техники (1986), Государственной премии Украины в области науки и техники (1973).

## Биография
Родился в семье советского металловеда, академика АН Украинской ССР В.Н. Свечникова.
В 1948 году окончил Киевский политехнический институт, в котором работал с 1951 по 1961 год, прошел путь от ассистента до заведующего кафедрой технической электроники.
С 1961 года — заведующий отделом Института полупроводников АН УССР.
В 1965 году защитил диссертацию на соискание ученой степени доктора технических наук: «Физические основы фотодвухполюсников как элементов электрической цепи». На протяжении многих лет являлся профессором в Национальном техническом университете Украины «Киевский политехнический институт». По его инициативе и при непосредственном участии созданы специализированные кафедры микроэлектроники в Черновицком и Ужгородском университетах.
Действительный член Академии наук Украинской ССР (1988), НАНУ (1991), член-корреспондент АН УССР (1973). 
В 1991—2003 годах занимал должность директора Института физики полупроводников НАН Украины им. В. Е. Лашкарева. 
Соросовский профессор (1994), под его руководством защищено 19 докторских и 49 кандидатских диссертаций. Главный редактор созданного им международного научного журнала «Semiconductor Physics, Quantum Electronics and Optoelectronics», член редколлегии научного журнала «Оптико-электронные информационно-энергетические технологии» и «Functional Materials».
Похоронен на Байковом кладбище.

## Научная деятельность
Был известен исследованиями в области технологии электроники, физических основ расчета и конструирования газоразрядных приборов, биокибернетики, оптоэлектроники. Ему принадлежат работы по изучению внутреннего фотоэффекта в полупроводниках под действием рентгеновского и α-, β-, γ-ионизирующих излучений.
Является одним из основоположников нового научного направления — оптоэлектроники. Им разработаны физико-технические основы оптоэлектронного преобразования, элементной базы оптоэлектроники, создана теория оптоэлектронных связей и инфекционно-контактных явлений в полупроводниках, фото- и рентгенопровидности, электролюминесценции, физико-химических и лазерных методов модификации полупроводников, имеет фундаментальное значение для разработки оптоэлектронных систем.
Автор более 600 научных трудов, из них 16 монографий, автор и соавтор 106 авторских свидетельств на изобретения.
Некоторые из зарегистрированных патентов:
- «Способ измерения сыпучих материалов и устройство для его реализации», в соавторстве,
- «Устройство для регистрации информации», в соавторстве,
- «Многоэлементный фотоприемник для преобразователей линейных и угловых перемещений в код», в соавторстве, в частности, с Ушениным Юрием Валентиновичем,
- «Волоконно-оптический преобразователь угловой скорости вращения пучка лучей».

## Награды и звания
- орден «Знак Почёта» (1971)
- орден Трудового Красного Знамени (1976)
- орден «За заслуги» II степени (1998)
- Почётный знак отличия Президента Украины (1992)

Лауреат Государственной премии СССР в области науки и техники (1986). Лауреат Государственной премии Украинской ССР (1973). 
Заслуженный деятель науки и техники Украинской ССР. Заслуженный изобретатель Украины (1992). 

## ССылкии
- Свечников Сергей Васильевич
- [leksika.com.ua/16751108/ure/svyechnikov Лексика]
- Свечников Сергей
- Патенты автора
- Сайт кафедры микроэлектроники
- Институт Физики полупроводников им. В. Е. Лашкарева